# Алтус (Арканзас)
А́лтус (англ. Altus) — місто (англ. city) в окрузі Франклін, штат Арканзас, США. Населення — 665 осіб (2020).

## Географія
Алтус розташований на висоті 165 метрів над рівнем моря за координатами 35°26′46″ пн. ш. 93°45′50″ зх. д. / 35.44611° пн. ш. 93.76389° зх. д. (35.446131, -93.763930). За даними Бюро перепису населення США в 2010 році місто мало площу 4,70 км², уся площа — суходіл.

## Демографія

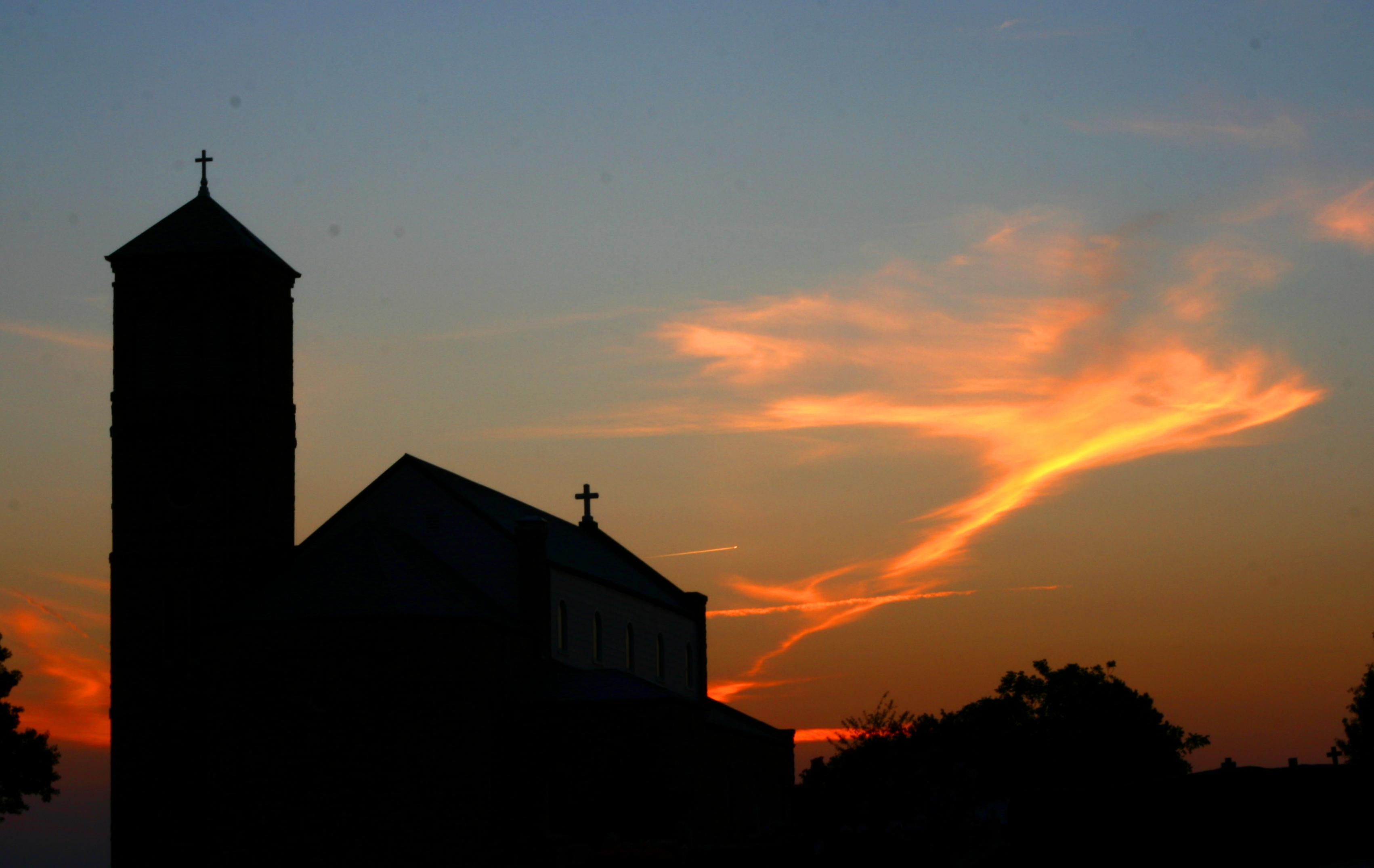
Церква в Алтусі

Згідно з переписом 2010 року в місті мешкало 758 осіб у 319 домогосподарствах у складі 203 родин. Густота населення становила 161 особа/км². Було 353 помешкання (75/км²).
Расовий склад населення:
| - 96,3 % — білих - 1,2 % — азіатів - 1,1 % — корінних американців - 0,1 % — вихідців з тихоокеанських островів - 0,1 % — чорних або афроамериканців |

До двох чи більше рас належало 0,9 %. Іспаномовні складали 2,8 % від усіх жителів.
За віковим діапазоном населення розподілялося таким чином: 23,9 % — особи молодші 18 років, 59,5 % — особи у віці 18—64 років, 16,6 % — особи у віці 65 років та старші. Медіана віку мешканця становила 40,5 року. На 100 осіб жіночої статі у місті припадало 96,4 чоловіків; на 100 жінок у віці від 18 років та старших — 89,2 чоловіків також старших 18 років.
Середній дохід на одне домашнє господарство становив 37 333 долари США (медіана — 30 956), а середній дохід на одну сім'ю — 45 107 доларів (медіана — 34 432). За межею бідності перебувало 12,8 % осіб, у тому числі 6,4 % дітей у віці до 18 років та 20,6 % осіб у віці 65 років та старших.
Цивільне працевлаштоване населення становило 307 осіб. Основні галузі зайнятості: виробництво — 45,3 %, освіта, охорона здоров'я та соціальна допомога — 15,3 %, будівництво — 7,5 %, транспорт — 5,9 %.
За даними перепису населення 2000 року в місті проживало 817 осіб, 220 сімей, налічувалося 339 домашніх господарств і 372 житлових будинки. Середня густота населення становила близько 170,2 осіб на один квадратний кілометр. Расовий склад Алтуса за даними перепису розподілився таким чином: 97,80 % білих, 0,12 % — чорних або афроамериканців, 0,86 % — корінних американців, 0,24 % — азіатів, 0,61 % — представників змішаних рас, 0,37 % — інших народів. Іспаномовні склали 2,08 % від усіх мешканців міста.
З 339 домашніх господарств в 31,3 % — виховували дітей віком до 18 років, 46,6 % представляли собою подружні пари, які спільно проживають, в 12,7 % сімей жінки проживали без чоловіків, 35,1 % не мали сімей. 29,2 % від загального числа сімей на момент перепису жили самостійно, при цьому 13,9 % склали самотні літні люди у віці 65 років та старше. Середній розмір домашнього господарства склав 2,41 особи, а середній розмір родини — 2,96 особи.
Населення міста за віковим діапазоном за даними перепису 2000 року розподілилося таким чином: 25,6 % — жителі молодше 18 років, 9,4 % — між 18 і 24 роками, 27,4 % — від 25 до 44 років, 20,8 % — від 45 до 64 років і 16,8 % — у віці 65 років та старше. Середній вік мешканця склав 37 років. На кожні 100 жінок в Алтусі припадало 90,0 чоловіків, у віці від 18 років та старше — 90,0 чоловіків також старше 18 років.
Середній дохід на одне домашнє господарство в місті склав 21 842 долара США, а середній дохід на одну сім'ю — 29 286 доларів. При цьому чоловіки мали середній дохід в 25 000 доларів США в рік проти 18 583 долара середньорічного доходу у жінок. Дохід на душу населення в місті склав 17 376 доларів на рік. 19,7 % від усього числа сімей в окрузі і 28,1 % від усієї чисельності населення перебувало на момент перепису населення за межею бідності, при цьому 36,8 % з них були молодші 18 років і 19,3 % — у віці 65 років та старше.